# USS LST-809
O USS LST-809 foi um navio de guerra estadunidense da classe LST que operou durante a Segunda Guerra Mundial.